# أموري نونيز
أموري نونيز (بالبرتغالية: Amaury Nunes‏) هو لاعب كرة قدم برازيلي في مركز الوسط، ولد في 26 يناير 1983 في ريو دي جانيرو في البرازيل. لعب مع تشارلستون بيتري وسان أنتونيو سكوربيونز ونادي بانغو أتلتيكو ونادي تشرتشل براذرز ونادي سيتيزن ونادي فلامنغو ونادي هسن كاسل.